# Saint-Pierremont (Aisne)
 Saint-Pierremont  es una población y comuna francesa, en la región de Picardía, departamento de Aisne, en el distrito de Laon y cantón de Marle.
Está integrada en la Communauté de communes du Pays de la Serre.

## Demografía
| 218 | 199 | 208 | 256 | 228 | 247 | 222 | 231 | 206 | 206 | 196 | 197 | 232 | 228 | 239 | 223 | 208 | 167 | 194 | 177 | 119 | 135 | 139 | 118 | 117 | 123 | 98 | 86 | 70 | 64 | 60 | 62 | 58 |
| Para los censos de 1962 a 1999 la población legal corresponde a la población sin duplicidades (Fuente: INSEE [Consultar]) |     |     |     |     |     |     |     |     |     |     |     |     |     |     |     |     |     |     |     |     |     |     |     |     |     |    |    |    |    |    |    |    |